# マルコ・エストラーダ (サッカー選手)
マルコ・エストラーダ（Marco Andrés Estrada Quinteros、1983年5月28日 - ）は、チリの元サッカー選手。元チリ代表。ポジションはミッドフィールダー。

## 経歴

### クラブ
エベルトン・デ・ビニャ・デル・マール、クルブ・ウニベルシダ・デ・チレでプレーした後、2010年にフランス・リーグ・アンのモンペリエHSCに移籍。2011-12シーズンではクラブ史上初となるリーグ・アン優勝を果たした。

### 代表
2007年にチリ代表デビュー。2010 FIFAワールドカップ、コパ・アメリカ2011にも出場した。2011年までに33試合に出場、1得点をあげた。

## 代表歴

### 出場大会
- チリ代表
  - 2010 FIFAワールドカップ

### 試合数
- 国際Aマッチ 33試合 1得点（2007年-2011年）[1]

| チリ代表 | 国際Aマッチ | 国際Aマッチ |
| 年       | 出場        | 得点        |
| -------- | ----------- | ----------- |
| 2007     | 2           | 0           |
| 2008     | 10          | 0           |
| 2009     | 7           | 1           |
| 2010     | 6           | 0           |
| 2011     | 8           | 0           |
| 通算     | 33          | 1           |